# Hoogdruk

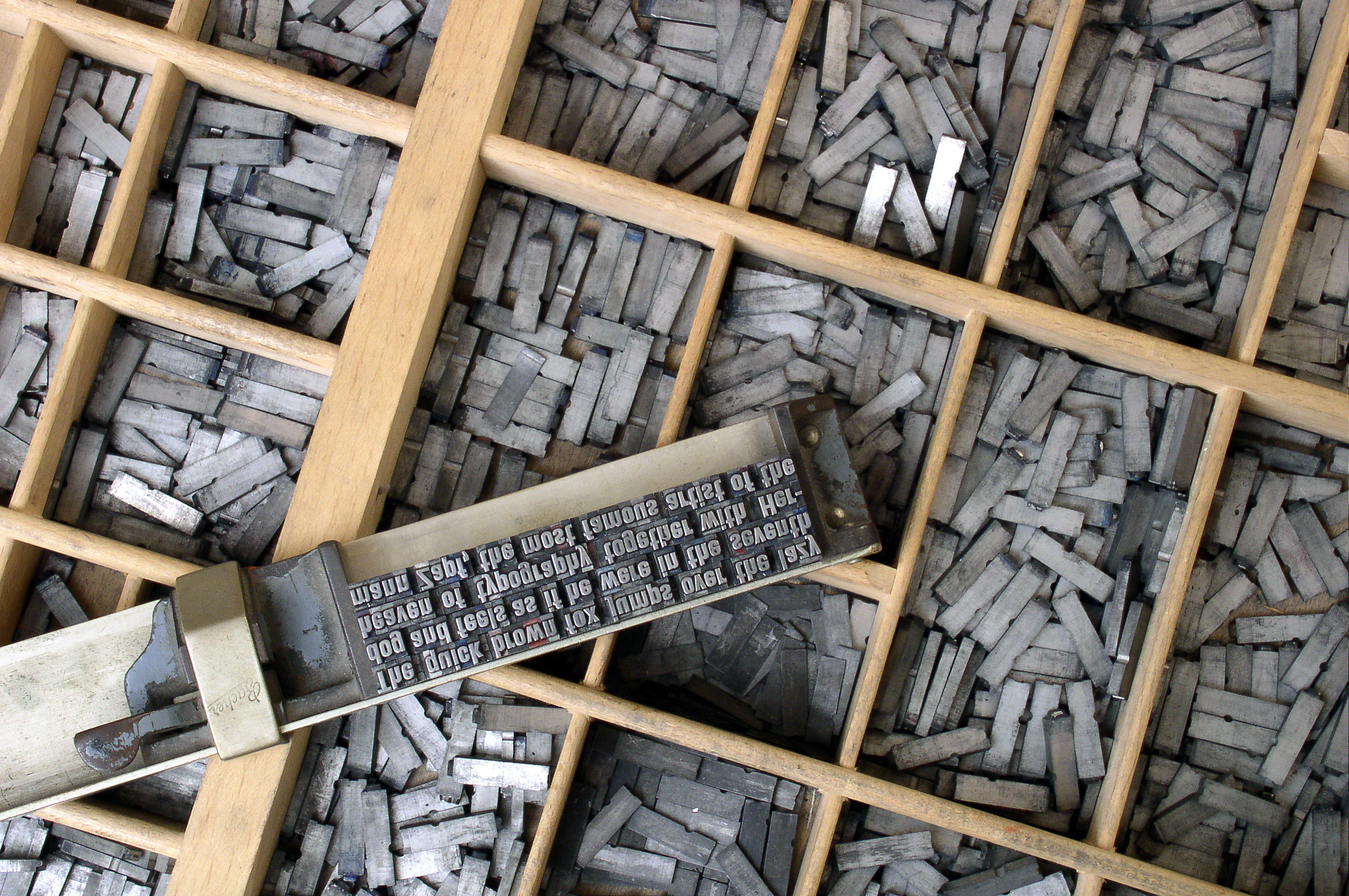
Loden letters

Hoogdruk is een grafische techniek waarbij de drukinkt zich voor het afdrukken op de verhoogde gedeelten van de drukvorm bevindt. Voorbeelden zijn de stempel (waaronder de aardappelstempel), houtgravure, houtsnede, linosnede en de kartondruk, boekdruk en flexografie.
Ook het drukken met behulp van een zetsel bestaande uit loden letters, biljetletters en clichés is een vorm van hoogdruk. Tot in de 20e eeuw werd het meeste drukwerk in grote oplagen, zoals boeken, vervaardigd in hoogdruk. Door deze zeer algemene toepassingsvorm wordt hoogdruk (door professionals in de grafische industrie) met de naam boekdruk aangeduid. Boekdruk is een vorm van hoogdruk en geen synoniem.
De oudste techniek van het drukken berust op het principe van de stempel; het drukkende deel daarbij ligt hoger dan het niet-drukkende gedeelte. Kenmerkend zijn de scherpe strakke randen van de letters of afbeeldingen (kraalranden) en de moet, het doordrukken van de drukelementen zodat je deze aan de andere kant van het papier bijna kunt voelen. 
Een andere veel gebruikte vorm van hoogdruk is de flexodruk. In plaats van loodzetsel en clichés gebruikt men hier rubber stempels en kunststofplaten.
Flexografie of flexodruk is een vorm van hoogdruk die voornamelijk wordt toegepast voor het bedrukken van verpakkingen en decoratiemateriaal. Daarbij wordt een flexibele drukvorm gebruikt van rubber of van kunststof zoals fotopolymeerplaten. 
Bij boekdruk werd aanvankelijk de degelpers gebruikt. Het papier wordt hierbij tegen de drukvorm gedrukt door een vlak (= degel), dat aangespannen wordt door middel van een vijzel of een trapezium-schroef die de horizontale degel naar beneden bewogen. De eerste drukpersen waren gebaseerd op wijnpersen en hadden een houten frame. Later werden trapdegelpersen en cilinderpersen ontwikkeld.
Een drukvorm wordt met enige kracht in het papier geperst, wat een aantal gevolgen heeft:
- een moet: er ontstaat een blijvend en voelbaar reliëf in het papier
- een kraal-rand: de inkt wordt op het papier voor een deel naar de zijkant van de letter gedrukt, de vlakken zijn iets lichter in het midden van de afdruk
- de afdruk van de letter wordt ook iets breder dan het werkelijke oppervlak van de loden letter, ook omdat de zijkanten van de letter voor een klein deel inkt aannemen

Met dit alles dienden de ontwerpers van loden letters terdege rekening te houden. Het draagt bij aan een kalligrafisch effect bij de afdruk, wat nog wordt versterkt als het papier van zichzelf reliëf heeft, zoals bijvoorbeeld bij handgeschepte papiersoorten en vergé-papier het geval is. Bij vlakdruk-technieken ontbreekt dit alles totaal. Met een kleine microscoop is dit gemakkelijk te constateren. Op deze manier is "boekdruk" te onderscheiden van andere druktechnieken.